# Erwin Weinmann
Erwin Weinmann, född 6 juli 1909 i Frommenhausen, försvunnen 1945, dödförklarad 9 juni 1949, var en tysk promoverad läkare och SS-Oberführer. Han var chef för avdelning IV D i Reichssicherheitshauptamt, Tredje rikets säkerhetsministerium. Från januari till juli 1942 var Weinmann befälhavare för Sonderkommando 4a, en mobil insatsstyrka som under andra världskriget mördade judar, partisaner och andra för Tredje riket misshagliga personer i det ockuperade Ukraina. Från augusti 1942 var han befälhavare för Sicherheitspolizei (Sipo) och Sicherheitsdienst (SD) i Prag.

## Biografi
Weinmanns far stupade i första världskriget.
År 1927 inledde Weinmann sina medicinstudier vid Tübingens universitet. Han var en av de ledande inom Nationalsocialistiska tyska studentförbundet (NSDStB) vid detta universitet. År 1935 avlade han medicine doktorsexamen med avhandlingen Ein Fall von Lipodystrophia progressiva. Därefter verkade han som läkare vid Tübingens universitetssjukhus.
Weinmann inträdde i SD 1936 och blev i mars 1941 chef för avdelningen för bekämpning av motståndare i ockuperade områden, Amt IV D, i Reichssicherheitshauptamt, Tredje rikets säkerhetsministerium. I januari 1942 efterträdde Weinmann Paul Blobel som befälhavare för Sonderkommando 4a, en mobil insatsstyrka inom Einsatzgruppe C, som hade i uppdrag att mörda judar, partisaner och politruker i Ukraina. I augusti 1942 utsågs Weinmann till befälhavare för Sicherheitspolizei och Sicherheitsdienst (Befehlshaber der Sicherheitspolizei und des SD, BdS) i Prag. Weinmann anmäldes försvunnen vid krigsslutet 1945 och antas ha stupat i Prag. Han dödförklarades av Amtsgericht Reutlingen den 9 juni 1949. År 1962 uppgav Walter Hammer i förhör att han hade träffat Weinmann i slutet av 1950-talet.